# Chinese Bruneiers
Chinese Bruneiers vormen ongeveer 15% van de Bruneise bevolking. In 1986 kon meer dan 90% van hen geen Bruneise staatsburgerschap krijgen, ook al hadden ze er generaties gewoond en zijn ze in Brunei geboren. Het overgrote deel van de Chinese Bruneiers is boeddhist of daoïst. In de hoofdstad Bandar Seri Begawan wonen de meeste Chinezen.

## Bekende Chinese Bruneiers
- Wu Zun